# الراهبة (لوحة)
الراهبة وتٌعرف أيضاً بتأملات هي لوحة زيتية للرسام المصري أحمد صبري رسمها في عام 1929 أثتاء إقامته في باريس. ونالت اللوحة ميدالية الشرف الذهبية في صالون باريس، وكان تعليق النقاد عليها إنها لوحة ذات طابع مصري.

## تاريخ اللوحة
قام متحف الفن المصري الحديث  بشراء اللوحة مقابل 75 جنيه مصري وخرجت اللوحة، التي يقدر ثمنها حالياً بأكثر من 75 مليون جنيه، من مصر في السبعينيات، للمشاركة في أحد المعارض الخارجية، إلا أنها لم تعد، حيث تم نقلها إلى السفارة المصرية بواشنطن، ثم اختفت من هناك.